# Operatie apocalyps

De ligging van Mexico in Noord-Amerika.

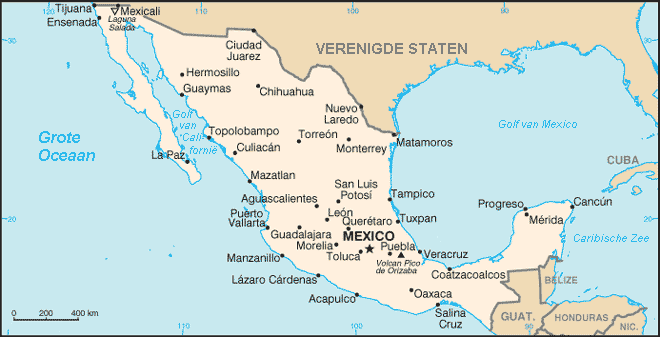
Overzichtskaart van Mexico.

Operatie Apocalyps is een spionageroman van auteur Gérard de Villiers en is het 3e deel uit de S.A.S.-reeks met als protagonist de Oostenrijkse prins en freelance CIA-agent Malko Linge.

## Het verhaal
Een Amerikaans militair onderzoeksinstituut heeft een nieuw synthetisch virus ontwikkeld op basis van Botulinetoxine en deze is tienduizendmaal krachtiger dan haar natuurlijke variant. Met een liter van dit viruspoeder kunnen ongeveer twee miljard mensen worden uitgeroeid.
Het vliegtuig waarmee een flacon van het virus wordt vervoerd wordt gekaapt en gedwongen een tussenlanding te maken op Cuba. Op majoor Lance na worden alle passagiers door de kapers vrijgelaten.
Dan vindt er een uitbraak van het virus plaats in een klein dorpje in Mexico waarbij honderden mensen de dood vinden. De CIA vermoedt dat een Japanse wetenschapper en een voormalig werknemer van het Amerikaanse onderzoekinstituut bij deze uitbraak betrokken is.
Malko wordt door de CIA naar Mexico gezonden om de flacon op te sporen en hiermee te voorkomen dat het virus ooit de Verenigde Staten bereikt.

## Personages
- Malko Linge, Oostenrijkse prins en CIA-agent;
- Majoor Lance, een majoor in het Amerikaanse leger;